# ویلف بات
ویلف بات (انگلیسی: Wilf Bott; ۲۵ آوریل ۱۹۰۷ – ژوئیه ۱۹۹۲ (۸۵ ساله)) بازیکن فوتبال اهل بریتانیا بود.
از باشگاه‌هایی که در آن بازی کرده‌است می‌توان به باشگاه فوتبال دونکستر راورز، باشگاه فوتبال کویینز پارک رنجرز، باشگاه فوتبال کولچستر یونایتد، باشگاه فوتبال لانکستر، باشگاه فوتبال هادرزفیلد تاون، و باشگاه فوتبال نیوکاسل یونایتد اشاره کرد.